# Cratere Tseraskiy
Tseraskiy è un cratere lunare di 65,59 km situato nella parte sud-occidentale della faccia nascosta della Luna.